# Наше містечко

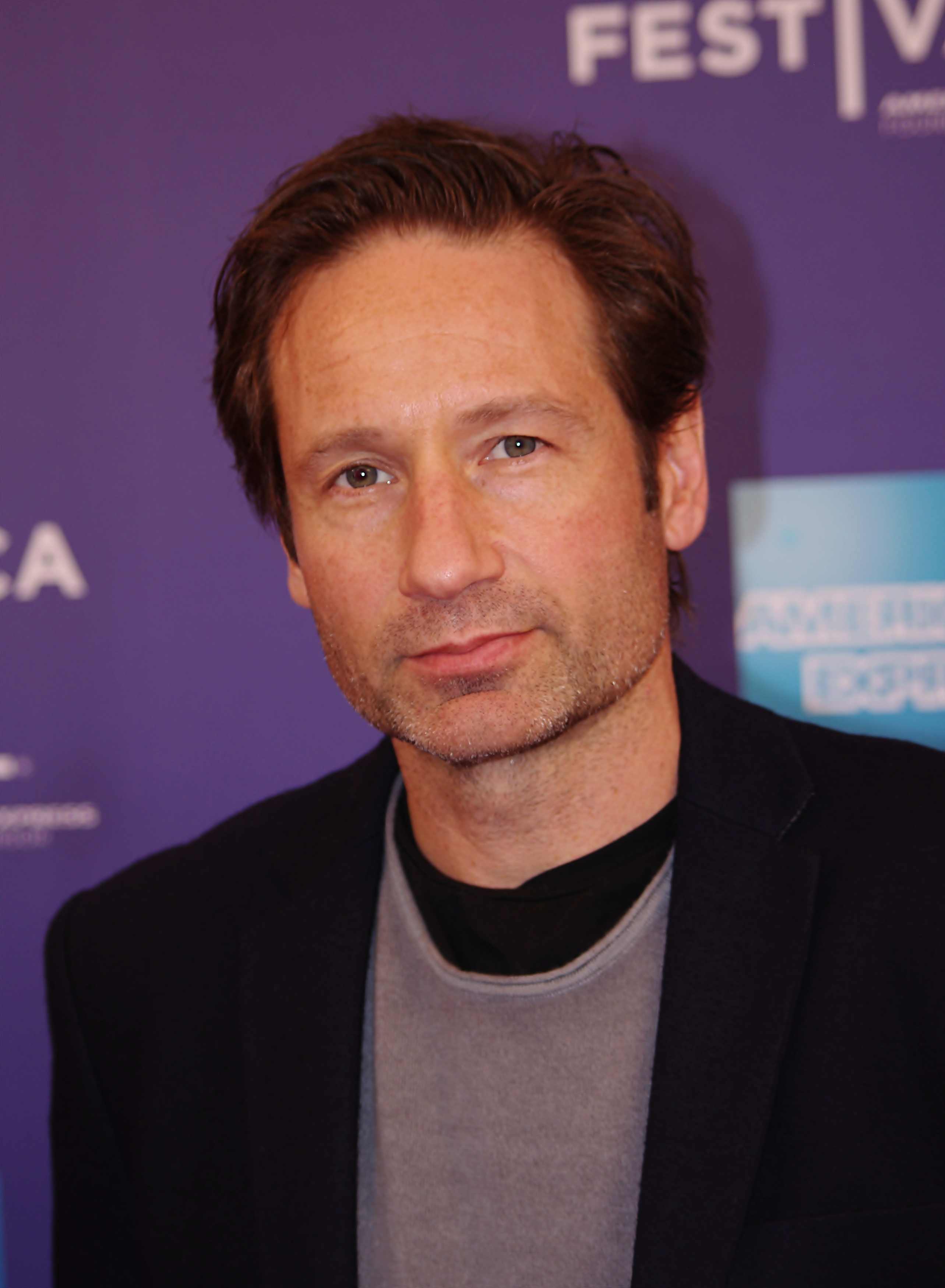

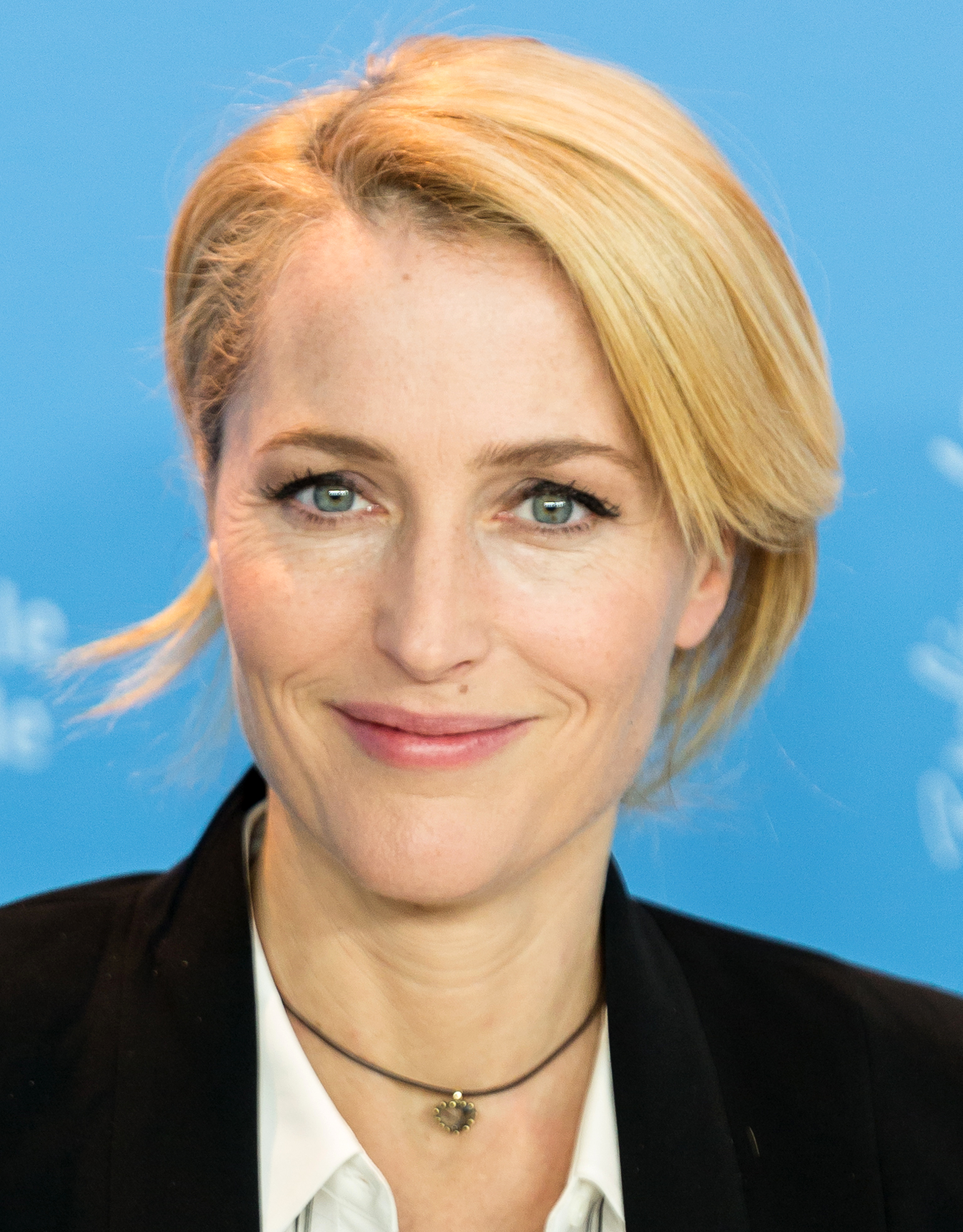

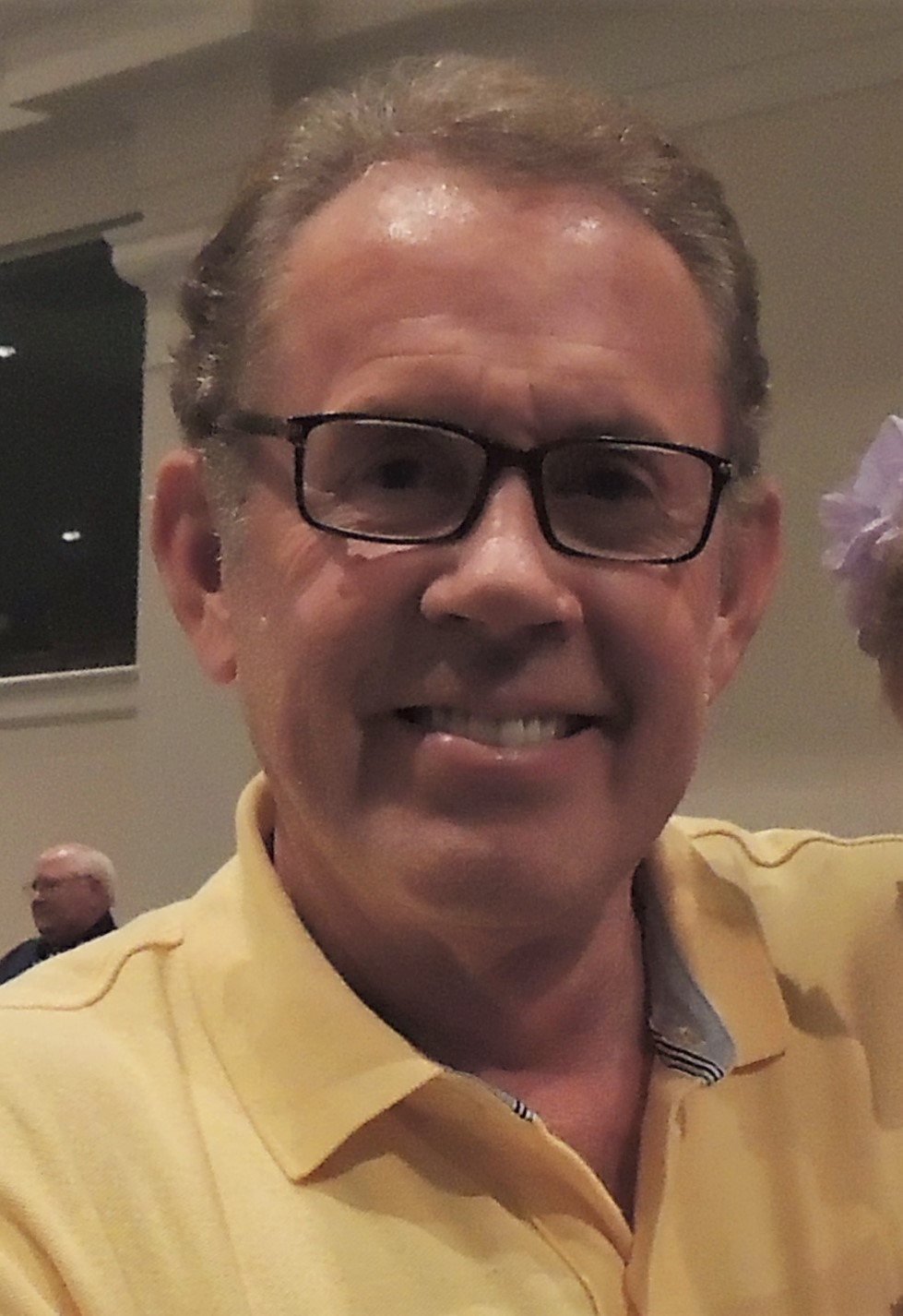

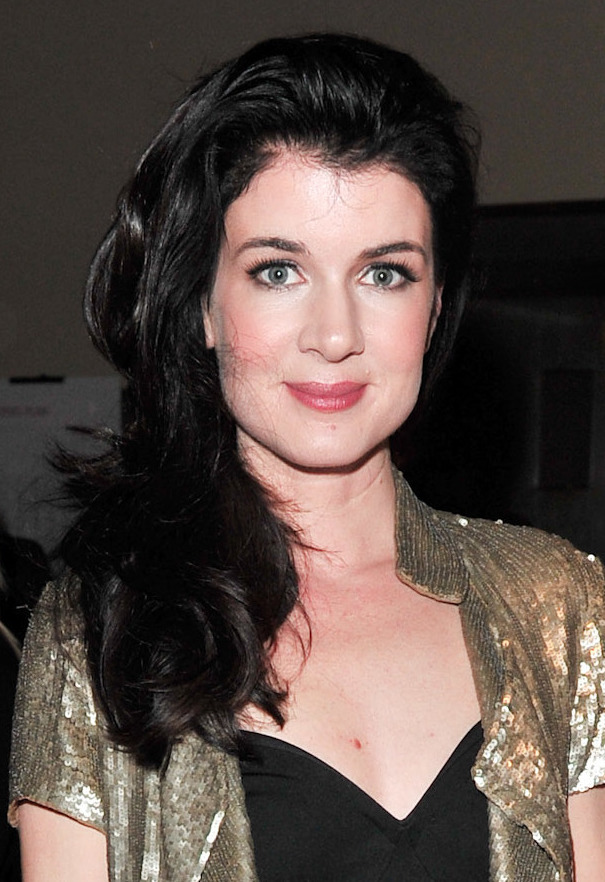

«Наше містечко» — двадцять четверта серія другого сезону американського науково-фантастичного серіалу «Секретні матеріали». Вперше була показана на телеканалі Фокс 12 травня 1995 року. Сценарій до нього написав Френк Спотніц, а режисером був Роб Боуман. Ця серія отримала рейтинг Нільсена в 9.4 балів і її подивились на 8,1 млн телеглядачів. Епізод отримав змішані відгуки критиків.
Серіал розповідає про двох агентів ФБР Фокса Малдера (роль виконав Девід Духовни) та Дейну Скаллі (роль виконала Джилліан Андерсон), які розслідують паранормальні випадки, що називаються «файли X». В цій серії агенти відправляються у місто Дадлі, Арканзас, щоб розслідувати зникнення сільськогосподарського інспектора. Коли сільськогосподарську працівницю довелось застрелити, через те що вона збожеволіла та напала на іншого працівника, це навело Малдера на думку, що з усіма в цьому місті щось не так.
Серія «Наше містечко» була написана Френком Спотніцом, який згодом стане виконавчим продюсером серіалу. Ідея серії спала Спотніцу на думку, коли він подумав про можливий канібалізм на пташиних фабриках, що здавалося йому найогиднішою та найдикішою річчю. Спотніц дав персонажам імена реальних канібалів.

## Сюжет
В місті Дадлі (Арканзас) урядовий сільськогосподарський інспектор Джордж Кернз біжить за своєю, нібито молодою, коханкою Паулою Грей в ліс. Але, загубивши її, він помічає навколо себе вогні. Через декілька секунд його обезголовить сокирою людина в дикунській масці.
Коли Кернза оголошують зниклим, свідок-жінка заявляє, що бачила вогонь у лісі біля Дадлі в день зникнення і агенти починають розслідувати його зникнення. Фокс на узліссі знаходить залишки багаття та відьомський гачок для відлякування злих духів. Місцевий шериф Аренс стверджує, що в той день не відбувалось нічого незвичайного. Згодом агенти з'ясовують, що Кернз хотів закрити місцеву пташину фабрику «Курчата Чейко» через наявність у курках шкідливих речовин. Одна працівниця зазнає нападу і їй замість курячого випатраного трупа ввижається людська голова. Паула Грей під час допиту менеджера фабрики Джесса Гарольда нападає на Гарольда. Паулу Грей довелось застрелити. Лікар цієї фабрики доктор Венс Рендолф пізніше каже, що Грей і Кеарнс скаржились йому на біль в голові.
Дідусь Паули Грей та керівник фабрики Волтер Чейко дає агентам дозвіл на розтин його дочки. В документах зазначено, що Паулі було 47 років, хоча вона виглядає на 20. Під час розтину Скаллі виявила, що Паула Грей мала хворобу Кройцфельда — Якоба — рідісне та смертельне захворювання, яке спричиняє ушкодження мозку. Після цього агенти їдуть на машині, і бачать, що водій фургона з курками не впорався із керуванням й фургон впав в річку. Під час розтину, агент Скаллі з'ясовує, що він мав ту саму хворобу. Малдер помічає, що річка червоного кольору і це здається йому дивним — такий колір від стоків з комбінату. Він наказує шерифу обшукати річку і знаходить там кістки дев'яти людей, в тому числі Кернза. Агенти згодом помічають, що серед кісток нема черепів і що кістки варили. Тим часом Рандольф і Гарольд обговорюють поширення хвороби Кройцфельда — Якоба і висловлюють занепокоєння бездіяльністю Волтера Чейко.
З архівів ФБР агенти дізнаються, що 87 людей зникло в радіусі двохсот миль від Дадлі за останні півстоліття. Малдер починає підозрювати, що жителі міста практикують канібалізм щоб продовжити життя, що могло б пояснити невідповідність між зовнішністю та віком Паули Грей. Малдер також припускає, що Кеарнс мав хворобу Кройцфельда — Якоба, і всі інші заразилися нею з'ївши його тіло. Агенти хочуть подивитися записи про народження в окружному суді, але виявили, що архів знищений пожежею. Вдова Кернза Доріс думає, що Волтер Чейко збирається її вбити, тому дзвонить агентам і просить допомогти їй. Як тільки вона кладе трубку, людина в масці нападає на неї. Малдер їде в маєток Волтера Чейко, а Скаллі вирушає до Доріс. Малдер бачить фотографії Волтера Чейко з дикунами і декілька кісток. Він помічає зачинену шафу, ламає її і бачить там відрубані голови вбитих, у тому числі голову Кернза, із зашитими очами й ротами.
Тим часом Скаллі входить в дім Доріс, але її викрадає людина в масці. Малдер дзвонить Скаллі щоб повідомити про свою знахідку, але чує, як на Скаллі напали. Дейну везуть на поле, де Гарольд запалив багаття і жителі міста поїдають тіло Доріс. Приходить Волтер Чейко і сварить їх за те, що вони вбили одну зі своїх. Але Волтера самого обезголовлюють на очах у Дейни і збираються приготувати. Скаллі теж збираються відрубати голову, але прибулий вчасно Малдер стріляє в людину із сокирою. Застреленою людиною в масці із сокирою виявився шериф Аренс.
Згодом Міністерство сільського господарства США закрило фабрику, а з часом 27 жителів Дадлі померли від хвороби Кройцфельда — Якоба. Агенти з'ясували, що Волтеру Чейко на момент смерті було 93 роки, хоча він виглядав на 50, і що в 1944 році під час Другої світової війни його літак був збитий над Новою Гвінеєю де він провів півроку серед племені Jale.
Добра їжа — добрим людям

## Створення
Серія «Наше містечко» була написана майбутнім виконавчим продюсером Френком Спотніцом. Ідея серії прийшла Спотніцу в голову коли він подумав про можливий канібалізм на пташиних фабриках, що здавалося йому найогиднішою та найдикішою річчю. Його на цю думку наштовхнув фільм «Поганий день в Блек-Рок», в якому розповідалось про містечко, яке мало жахливий секрет. Також Спотніц колись прочитав статтю, про те, що саламандри починають хворіти, якщо їдять інших саламандр.
На думку про варені людські кістки наштовхнули дослідження, зроблені для серії «Анасазі». Попри те, що Спотніц навіть не мав книжок про канібалізм, він назвав персонажів серії іменами реальних канібалів. Назву компанія Чако отримала від каньйону Чако в Нью-Мексико, де були знайдені кістки людей, яких з'їло стародавнє плем'я Анасазі. Також захворювання внаслідок канібалізму вже мали місце, коли плем'я Форе в Папуа-Новій Гвінеї захворіло хворобою Куру через канібалізм.

## Знімались
| Актор             | Роль                |
| ----------------- | ------------------- |
| Девід Духовни     | Фокс Малдер         |
| Джилліан Андерсон | Дейна Скаллі        |
| Керолайн Кава     | Доріс Кеарнс        |
| Джон Мілфорд      | Вальтер Чако        |
| Гері Груббс       | шериф Аренс         |
| Тімоті Веббер     | Джесс Гарольд       |
| Габріель Міллер   | Паула Грей          |
| Робін Мосслі      | доктор Венс Рендолф |
| Джон Макларен     | Джордж Кеарнс       |
| Габріель Міллер   | Пола Грей           |
| Хротгар Метьюз    | психічно хворий     |
| Роберт Молоні     | працівник           |